# Lijst van voetbalinterlands China - Noord-Macedonië
Deze lijst van voetbalinterlands is een overzicht van alle officiële voetbalwedstrijden tussen de nationale teams van China en Noord-Macedonië (dat tussen 1993 en 2019 onder de naam Macedonië speelde). De landen speelden tot op heden vijf keer tegen elkaar, te beginnen met een vriendschappelijke wedstrijd, die werd gespeeld op 27 januari 2004 in Shanghai. Het laatste duel, eveneens een vriendschappelijke wedstrijd, vond plaats in Jinan op 22 juni 2014.

## Wedstrijden
| № | Plaats    | Datum            | Competitie        | Wedstrijd         | Uitslag |
| - | --------- | ---------------- | ----------------- | ----------------- | ------- |
| 1 | Shanghai  | 27 januari 2004  | Vriendschappelijk | China – Macedonië | 0 – 0   |
| 2 | Shanghai  | 29 januari 2004  | Vriendschappelijk | China – Macedonië | 1 – 0   |
| 3 | Guangzhou | 22 december 2010 | Vriendschappelijk | China – Macedonië | 1 – 0   |
| 4 | Shenyang  | 18 juni 2014     | Vriendschappelijk | China – Macedonië | 2 – 0   |
| 5 | Jinan     | 22 juni 2014     | Vriendschappelijk | China – Macedonië | 0 – 0   |

## Samenvatting
| Competitie        | Totaal gespeeld | Winst China | Gelijk | Winst Noord-Macedonië | Doelsaldo China – Noord-Macedonië |
| ----------------- | --------------- | ----------- | ------ | --------------------- | --------------------------------- |
| Vriendschappelijk | 5               | 3           | 2      | 0                     | 4 − 0                             |
| Totaal            | 5               | 3           | 2      | 0                     | 4 − 0                             |

Wedstrijden bepaald door strafschoppen worden, in lijn met de FIFA, als een gelijkspel gerekend.

## Details

### Eerste ontmoeting
| Vriendschappelijk (Shanghai, China, 27 januari 2004):                                                                                      |              | |
| China | 0 – 0        | Macedonië |
| | goals        | |
| Arie Haan | bondscoach   | Dragan Kanatlarovski |
| Liu Yunfei Xu Yunlong Xiao Zhanbo Zheng Zhi Yang Pu 55' Zhao Xuri 87' Liu Jindong Zhao Junzhe Tao Wei 60' Zhang Yuning 60' Hao Haidong 76' | opstellingen | Jane Nikolovski Vasko Božinovski Goce Sedloski 75' Panče Cumbev 63' Robert Petrov Vančo Trajanov Veliče Šumulikovski 78' Viktor Trenevski Nebi Mustafi 86' Dragan Čadikovski 63' Dančo Masev |
| Wei Xin 55' Zhou Haibin 60' Wang Peng 60' Li Yi 76' Zheng Bin 87'                                                                          | wissels      | 63' Aleksandar Vasovski 63' Almir Bajramovski 75' Zekirija Ramadan 78' Dragan Dimitrovski 86' Goce Toleski                                                                                   |
| Liu Jindong | gele kaarten | Goce Sedloski Viktor Trenevski |

### Tweede ontmoeting
| Vriendschappelijk (Shanghai, China, 29 januari 2004): |       |           |
| China                                                 | 1 – 0 | Macedonië |
| Zheng Zhi 88'                                         | goals |           |

### Derde ontmoeting
| Vriendschappelijk (Guangzhou, China, 22 december 2010):                                                                                 |       |           |
| China | 1 – 0 | Macedonië |
| Zhuoxiang Deng 90' (pen.) | goals |           |
| - Debuut van Zlatko Tanevski, Ferhan Hasani, Mirko Ivanovski, Metodija Stepanovski, Muhamed Demiri en Perica Stančevski voor Macedonië. |       |           |

### Vierde ontmoeting
| Vriendschappelijk (Shenyang, China, 18 juni 2014): |       |           |
| China | 2 – 0 | Macedonië |
| Yu Hanchao 56' Gao Di 89' | goals |           |
| - Debuut van Blagoja Todorovski, Kire Markoski, Goran Siljanovski, Daniel Avramovski, Darko Velkovski (allen FK Rabotnički), Bojan Najdenov (FK Horizont), Marjan Radeski (FK Metalurg Skopje), Besmir Bojku (FK Makedonija Gjorče Petrov), Nijas Lena (KS Flamurtari) en Abdulla Xhelil (FK Euromilk Gorno Lisiče) voor Macedonië. |       |           |

### Vijfde ontmoeting
| Vriendschappelijk (Jinan, China, 22 juni 2014): |       |           |
| China                                           | 0 – 0 | Macedonië |
|                                                 | goals |           |

CFA · A-internationals · Selecties · Bondscoaches · Statistieken · Chinees vrouwenelftal · China U21 · China U20 · China U19 · China U18 · China U17
1948 – 1969 · 
1970 – 1979 · 
1980 – 1989 · 
1990 – 1999 · 
2000 – 2009 · 
2010 – 2019 ·
2020 − 2029
Azië Cup 1976 · 
Azië Cup 1980 · 
Azië Cup 1984 · 
Azië Cup 1988 · 
Azië Cup 1992 · 
Azië Cup 1996 · 
Azië Cup 2000 · 
Azië Cup 2004 · 
Azië Cup 2007 · 
Azië Cup 2011
WK 2002
OS 1988 · 
OS 2008
1948 · 
1949–1951 · 
1952 · 
1953–1955 · 
1956 · 
1957 · 
1958 · 
1959 · 
1960 · 
1961–1962 · 
1963 · 
1964 · 
1965 · 
1966 · 
1967–1970 · 
1971 · 
1972 · 
1973 · 
1974 · 
1975 · 
1976 · 
1977 · 
1978 · 
1979 · 
1980 · 
1981 · 
1982 · 
1983 · 
1984 · 
1985 · 
1986 · 
1987 · 
1988 · 
1989 · 
1990 · 
1991 · 
1992 · 
1993 · 
1994 · 
1995 · 
1996 · 
1997 · 
1998 · 
1999 · 
2000 · 
2001 · 
2002 · 
2003 · 
2004 · 
2005 · 
2006 · 
2007 · 
2008 · 
2009 · 
2010 · 
2011 · 
2012 · 
2013 · 
2014 ·
2015 ·
2016 ·
2017 ·
2018 ·
2019 ·
2020 ·
2021
Afghanistan ·
Albanië ·
Algerije ·
Andorra ·
Argentinië ·
Australië ·
Bahrein ·
Bangladesh ·
Bhutan ·
Bosnië en Herzegovina ·
Botswana ·
Brazilië ·
Brunei ·
Cambodja ·
Canada ·
Chili ·
Colombia ·
Congo-Kinshasa ·
Costa Rica ·
Cuba ·
Duitsland ·
Egypte ·
El Salvador ·
Engeland ·
Estland ·
Fiji ·
Filipijnen ·
Finland ·
Frankrijk ·
Gambia ·
Ghana ·
Groot-Brittannië ·
Guam ·
Guinee ·
Haïti ·
Honduras ·
Hongarije ·
Hongkong ·
Ierland ·
IJsland ·
India ·
Indonesië ·
Irak ·
Iran ·
Italië ·
Jamaica ·
Japan ·
Jemen ·
Joegoslavië ·
Jordanië ·
Kazachstan ·
Kenia ·
Kirgizië ·
Koeweit ·
Kroatië ·
Laos ·
Letland ·
Libanon ·
Liechtenstein ·
Macau ·
Malediven ·
Maleisië ·
Mali ·
Marokko ·
Mexico ·
Myanmar ·
Nederland ·
Nepal ·
Nieuw-Zeeland ·
Noord-Korea ·
Noord-Macedonië ·
Noorwegen ·
Oezbekistan ·
Oman ·
Pakistan ·
Palestina ·
Papoea-Nieuw-Guinea ·
Paraguay ·
Peru ·
Polen ·
Portugal ·
Qatar ·
Roemenië ·
Saoedi-Arabië ·
Senegal ·
Servië ·
Servië en Montenegro ·
Sierra Leone ·
Singapore ·
Slovenië ·
Soedan ·
Somalië ·
Sovjet-Unie ·
Spanje ·
Sri Lanka ·
Syrië ·
Tadzjikistan ·
Tanzania ·
Thailand ·
Trinidad en Tobago ·
Tsjechië ·
Tunesië ·
Turkije ·
Turkmenistan ·
Uruguay ·
Venezuela ·
Verenigde Arabische Emiraten ·
Verenigde Staten ·
Vietnam ·
Wales ·
Zambia ·
Zimbabwe ·
Zuid-Korea ·
Zweden ·
Zwitserland
Brazilië (2002) · 
Costa Rica (2002)
FFM · A-internationals · Bondscoaches · Statistieken · Macedonisch vrouwenelftal · Olympisch elftal · Noord-Macedonië U21 · Noord-Macedonië U20 · Noord-Macedonië U19 · Noord-Macedonië U18 · Noord-Macedonië U17 · Noord-Macedonië U16
1993 – 1999 ·
2000 – 2009 ·
2010 – 2019 ·
2020 − 2029
EK 2020
1993 · 
1994 · 
1995 · 
1996 · 
1997 · 
1998 · 
1999 · 
2000 · 
2001 · 
2002 · 
2003 · 
2004 · 
2005 · 
2006 · 
2007 · 
2008 · 
2009 · 
2010 · 
2011 · 
2012 · 
2013 · 
2014 · 
2015 · 
2016 ·
2017 ·
2018 ·
2019 ·
2020 ·
2021 ·
2022 ·
2023
Albanië ·
Andorra ·
Angola ·
Armenië ·
Australië ·
Azerbeidzjan ·
Bahrein ·
België ·
Bosnië en Herzegovina ·
Bulgarije ·
Canada ·
China ·
Cyprus ·
Denemarken ·
Duitsland ·
Ecuador ·
Egypte ·
Engeland ·
Estland ·
Faeröer ·
Finland ·
Georgië ·
Gibraltar ·
Hongarije ·
Ierland ·
IJsland ·
Iran ·
Israël ·
Italië ·
Jamaica ·
Joegoslavië ·
Kameroen ·
Kazachstan ·
Kosovo ·
Kroatië ·
Letland ·
Libanon ·
Liechtenstein ·
Litouwen ·
Luxemburg ·
Malta ·
Moldavië ·
Montenegro ·
Nederland ·
Nigeria ·
Noorwegen ·
Oekraïne ·
Oman ·
Oostenrijk ·
Paraguay ·
Polen ·
Portugal ·
Qatar ·
Roemenië ·
Rusland ·
Saoedi-Arabië ·
Schotland ·
Servië ·
Slovenië ·
Slowakije ·
Spanje ·
Tsjechië ·
Turkije ·
Verenigde Staten ·
Wales ·
Wit-Rusland · 
Zuid-Korea ·
Zweden
Nederland (2021) · 
Oekraïne (2021) · 
Oostenrijk (2021)